# جیی
جیی (به لاتین: Jiy) یک منطقه مسکونی در جمهوری آذربایجان است که در شهرستان یاردیملی واقع شده است. جیی ۲۱۸ نفر جمعیت دارد.

## ریشه واژه
جیی در زبان تالشی به‌معنی پایین است و دلیل نامگذاری آن قرار گرفتن در دامنه و پایین کوه است.